# كافري
كافر،/ˈkæfər/، باللغة الهندية الكاريبية "kafri"، مصطلح عنصري يستخدم للإشارة إلى الأفارقة السود، يطلق على الفرد كافري. بدأ استخدام المصطلح خلال فترة ما قبل الاستعمار كمكافيء لمصطلح زنجي. في جنوب افريقيا، تم استخدام المصطلح لاحقا للإشارة إلى شعوب البانتو، لكن بحلول منتصف القرن العشرين أصبح المصطلح عنصريا.

## علم أصول الكلام
يرجع علماء اللغة مصطلح كافر إلى أصول عربية بنفس الكلمة، كافر، تترجم إلى اللغة الإنجليزية إلى غير مؤمن، لوصف شخص بلا دين. وفقا للإسلام، لوصف غير المسلمين، لا تعتبر عنصرية عند استخدامها لهذا الغرض، تنطبق على غير المسلمين بشكل عام.
بالرغم من تعاليم الدين الإسلامي، اعتمدت التجارة التي مارسها العرب جزئيا على العبودية. على سبيل المثال، عرف البرتغاليون المصطلح عندما وصلوا إلى ساحل شرق أفريقيا عام 1498، تعاملوا مع العرب الساحليين بشكل عام، ومع المسلمين السواحليين بشكل خاص الذين استخدموا مصطلح واشنزي، بمعنى غير متحضر، لوصف الشعوب غير الإسلامية في أفريقيا.
استخدم الشاعر كاميو الصيغة الجمع لمصطلح كافر في المقطع الخامس لقصيدته، Os Lusíadas عام 1572.
تم استخدام مرادفات الكلمة في اللغة الإنجليزية واللغة الهولندية. في الفترة ما بين القرن السابع عشر إلى اوائل القرن العشرين، تم استخدام الكلمة ومرادفاتها كمصطلح عام للعديد من الأشخاص المختلفين في جنوب أفريقيا.
كما تم استخدام الكلمة بمرادفاتها في اللغة البرتغالية، اللغة الفرنسية واللغة الإسبانية.
من اللغة البرتغالية، انتقل المصطلح إلى اللغات الآسيوية. يتواجد المصطلح الآن في العديد من اللغات الآسيوية مثل «الكونكانية» في الهند، «خابري» باللغة السنهالية، «كابيري» في اللغة الماليالامية. المصطلحات وصفية للسكان الأصليين الوثنيين ولا تعتبر مسيئة في أي من الهند الغربية أو سريلانكا.
اكتسب المصطلح معنى مهينا بشكل واضح في سياق تاريخ جنوب أفريقيا، خاصة خلال عصر الفصل العنصري. في اللغة الأفريكانية، يتم تهجئة المصطلح بشكل أكثر شيوعا، كافر، وأصبح أكثر استخداما من المستوطنين الأوروبيين.
عبر الزمن، تم استخدام كلمة كافر، في منتصف القرن العشرين، جنوب أفريقيا، كمصطلح ازدرائي للسود. الآن، يعتبر المصطلح على أنه مسيء عنصريا للغاية، تماما مثل الزنجي في الولايات المتحدة والدول الأخرى المتحدثه باللغة الإنجليزية.
منذ عام 1976، تعتبر الكلمة جنحة تستوجب القضاة في محاكم جنوب أفريقيا بتهمة الإيذاء الإجرامي:
«الانتهاك القانوني والمتعمد والخطير لكرامة شخص آخر».

## الاستخدام التاريخي

### اللغة الإنجليزية المبكرة
في القرن السادس عشر، وصف المستكشف الحسن بن محمد الوزّان الزياتي الفاسي، المعروف باسم ليون الإفريقي، الكفار بأنهم زنوج وثنيون، وواحد من خمس مجموعات سكانية رئيسية في إفريقيا. وفقا له:
«فإنهم كانوا سوادا مثل القار، ذو مكانة عظيمة، ويعتقد البعض أنهم ينحدرون من اليهود. لكنهم الآن هم عبدة أوثان».
حدد ليو أفريكانوس أن مصدر الكافرية الجغرافية يقع في جنوب أفريقيا النائية، منطقة عينها كافراريا.
بعد ليون الإفريقي، جاءت أعمال ريتشارد هاكليوت واصفه هؤلاء السكان بأنهم كفار وجاوارز أي السود والعبيد. في الخرائط الأوروبية المبكرة الخاصة بالقرن السادس عشر والسابع عشر، أطلق رسامو الخرائط على جنوب أفريقيا اسم كافريريا.

### الفترة الاستعمارية
خلال فترة الاستعمار، تم استخدام كلمة كافر لوصف جميع السود في المنطقة مثل الزولو، الخوسا، السوتو والتسوانا وغيرهم، باستثناء شعب البوشمن والخويخوئيون. تم استخدام المصطلح أيضا من قبل مزارعي بوير الأوائل، بداية من فترة الاستعمار الهولندي والبريطاني وحتى أوائل القرن العشرين لوصف شخص ما لم يتحول إلى الديانة المسيحية. مثل المعنى العربي، تستخدم الكلمة بطريقة شائعة دون أي دلالات مهينة.
تظهر الكلمة في العديد من الروايات التاريخية لعلماء الأنثروبولوجيا والمبشرين والكتابات الأكاديمية. على سبيل المثال، سمى متحف بيت ريفرز في أكسفورد العديد من القطع الأثرية ومقتنيات الأفارقة بمقتنيات كفار.
ذكرت أيضا الموسوعة البريطانية لعام 1911، كلمة كافر أكثر من مرة، حتى أنها خصصت مقال خاص لها.
كثيرا ما استخدم الروائي، اتش رايدر هاغارد، في الفترة ما بين أواخر القرن التاسع عشر وأوائل القرن العشرين، مصطلح كافر في رواياته عن أفريقيا المظلمة بشكل عام وعن التي تدور قصصها عن الصياد الأبيض العظيم، آلان كواترمين بشكل خاص.
في عام 1910، ذكر الروائي جون بوشان الكلمة في روايته بعنوان برستر جون للإشارة إلى الأفارقة السود في تلك الحقبة.

### عصر الفصل العنصري في جنوب أفريقيا
تعتبر قضية بوتانا ألموند نوفوميلا من أشهر قضايا العنصرية في جنوب افريقيا. أثناء عمله كشرطي سري في أوائل الثمانينيات، طعنت مزارع بريطاني يدعى لورنز. كان بوتانا ينوي فقط سرقة المزارع الثري عندما واجهه الأخير بسلاح ناري ودعاه بالكافر، الأمر الذي أثار غضب بوتانا وطعنه حتى الموت.
ظهر بعد ذلك مصطلح كافر-بوتي بمعنى الأخ الكافر، يستخدم لوصف شخص أبيض البشرة يساند قضية السود أو يتعاطف معاها. يتشابه المصطلح الأفريكاني مع مصطلح حبيب الزنجي أو عشيق الزنجي المستخدم في البلاد الأوروبية والأمريكتين.
في عام 1948، خلال الإنتخابات العامة في جنوب أفريقيا، نادى داعمي إقامة نظام فصل عنصري بحملة تحت شعار «الكافر في مكانه».

### ناميبيا
كما هو الحال في جنوب إفريقيا، تم استخدام مصطلح كافر في ناميبيا كمصطلح ازدرائي عام للسود. في عام 2003، صدر تقرير عن معهد موارد وبحوث العمالة الناميبية ينص على:
«يعتبر مصطلح كافر في السياق الناميبي مصطلحا مهينا يشير إلى أصحاب البشرة السوداء بشكل عام وإلى العمال السود بشكل خاص كأشخاص ليس لديهم أي حقوق ولا يجب عليهم أن يتوقعوا أي مزايا غير التي يظهرها لهم رؤسائهم».

## الاستخدام الحديث

### جنوب أفريقيا في الفترة ما بعد الفصل العنصري
في عام 2000، سن برلمان جنوب أفريقيا قانون تعزيز منع التمييز غير العادل. تشمل الأهداف الأساسية للقانون منع مصطلحات خطاب الكراهية، مثل مصطلح كافر. يهدف القانون إلى:
- تعزيز المساواة.
- منع وتجريم التمييز غير العادل والعنصرية، سواء على أساس العمر، العرق، الجنس، الإعاقة، اللغة، الدين والثقافة.
- منع وتجريم خطاب الكراهية مثل مصطلحات ككافر، كوليز، هوت نوت ومصطلحات عنصرية أخرى.
- منع التحرش.[15]

على الرغم من نهاية الفصل العنصري والقانون المذكور أعلاه، إلا أنه ما زال يستخدم البعض هذه الكلمات في جنوب إفريقيا حتى الآن.
في فبراير 2008، احتج العديد من المراسليين الصحفيين وعامة الناس في جنوب أفريقيا على إرفين خوزا، رئيس اللجنة المنظمة لكأس العالم فيفا 2010، بعد أن استخدم لفظ كافر للإشارة إلى أحد الصحفيين.
أصدر برلمان جنوب أفريقيا بيان يوم 5 مارس 2008، يوضح فيه كيف يرى استخدام كلمة كافر ومرادفاتها. جاءت صيغة البيان كالتالي:
«يجب أن نحرص على عدم استخدام الكلمات المهينة التي استخدمت قبل ذلك في إهانة وتحقير أصحاب البشرة السوداء في هذا البلد. كلمات مثل كافر، كولي، بوسمان، هوتنوت والعديد من كلمات السلبية الأخرى التي تستخدم بغرض الإهانة وتجريد سكان جنوب أفريقيا من إنسانيتهم وكرامتهم».
بدأ استخدام عبارة كلمة-ك لتجنب استخدام الكلمة الأصلية، على غرار عبارة كلمة-ز المستخدمة للتعبير عن كلمة زنجي.
في عام 2012، سجنت امرأة طوال الليل ودفعت غرامة مالية بعد أن أقرت بارتكاب جريمة إيذاء واستخدامها كلمة كافر كإهانة عنصرية في إحدى صالات الألعاب الرياضية.
في يوليو 2014، أيدت محكمة الاستئناف العليا إدانة حدثت في عام 2012 استخدم فيها المدعى عليه كلمة كافر على الضحية في إحدى مواقف السيارات. جاء نص الحكم كالتالي:
«كافر، كلمة عنصرية، مسيئة ومهينة. تم إثبات استخدامها بمعناها الضار. في هذا البلد، لا يعتبر استخدامها ممنوع فحسب، بل يؤخذ إجراء ضده. في ماضينا العنصري. استخدمت الكلمة لإيذاء، إهانة، تحقير، إذلال وتجريد الأفارقة من إنسانيتهم، وحتى وقتنا الحالي، ما زالت تلك الكلمة تسبب حزن وألم لا يوصف لمشاعر وكرامة الشعب الأفريقي».
في مارس 2018، أدينت فيكي مومبرج لتصبح بذلك أول امرأة تدان لاستخدامها كلمة كافر أكثر من 40 مرة في ضابطي شرطة من جنوب إفريقيا.

## أمثلة
تناول العديد من الزعماء، الأدباء، الشخصيات العامة كلمة كافر وتأثيرها على الوحدة الوطنية. كما تناولتها العديد من الأغاني والأفلام. فعلى سبيل المثال:
- المهاتما غاندي

«الأوراق الأخيرة التي وردت إلينا من جنوب أفريقيا تثبت للأسف أن الهندي يتعرض للاضطهاد بقسوة في جنوب أفريقيا. أثناء نزهة للأطفال الأوروبيين في ناتال، تعرض الأولاد الهنود وأولاد الكفار للإساءة حيث تم اعتبارهم كأهداف وأطلقوا عليهم الرصاص على وجوههم. الأمر الذي تسبب في إصابة العديد من الأطفال».
رسالة إلى محرر تايمز أوف إنديا، 17 أكتوبر 1896.
- ونستون تشرشل

صرح ونستون تشرشل أثناء حرب البوير عن انزعاجه من السماح للكفار بإطلاق النار على الرجال البيض.
- جون فيليب سوزا

احتوى جناح جون فيليب سوزا موسيقى «حكايات مسافر» التي أطلقت عام 1914، ألفها بعد جولة فرقته الموسيقية في جنوب أفريقيا تيمنا بحركة تدعى «الكافر على الكارو».
- شارلوك هولمز

في بداية فيلم شيرلوك هولمز، الإرهاب ليلا عام 1946، يروي الراوي عن ألماسه مشهورة أول من لمسها هو كافر متواضع بينما تظهر في الخلفية صورة رجل أسود يرفع حجرا من على الأرض.
- أغنية كافر

كافر هو عنوان أغنية ناجحة صدرت عام 1995 لفنان الكويتو، جوهانسبرج الأسود آرثر مافوكاتي. تقول كلمات الأغنية «لا تناديني بالكافر» أو «لا تدعوني كافرا». تعتبر هذه الأغنية واحدة من أولى أغاني هذا النمط ويرجع إليها الفضل في تشكيل وعي جيل ما بعد الفصل العنصري من الناحية السياسية غير جمعها بين موسيقى الرقص وموسيقى التعبير عن الرأي الجديدة في جنوب أفريقيا.
- الولد الكافر

الولد الكافر، عنوان السيرة الذاتية لمارك ماثاباني. نشأ في بلدة ألكسندرا، سافر إلى الولايات المتحدة في منحة دراسية للتنس، وأصبح مؤلفًا ناجحًا في وطنه بالتبني.
- فيلم ليثال ويبون 2

في فيلم ليثال ويبون الجزء الثاني (سلاح فتاك 2)، دائما ما أشار المجرم الجنوب أفريقي أرجين رود (يمثل دوره جوس اكلاند) وزميله بيتر فروستيد (يمثل دوره ديريك أوكونور) وباقي الممثلين إلى شخصية داني غلوفر، روجر مورتو، أمريكي من أصل أفريقي، بالكافر. بينما يشار إلى شريكه المحقق مارتن ريجز (يمثل دوره ميل غيبسون) على أنه «حبيب الكافر». في نهاية الفيلم عندما قتل ريجز ومورتو الأشرار (الذين كانوا يهربون مخدرات غير مشروعة مخبأة في القهوة)، قال مورتو إنه «تم التخلص من الكفار».
- لاعبو الكريكيت

اشتكى لاعبو الكريكيت في جنوب أفريقيا أنهم تعرضوا لإساءات عنصرية من بعض المشاهدين خلال مباراة اختبار في ديسمبر 2005 في بيرث، أستراليا. صرح ماخيا نتيني، لاعب صاحب بشرة سوداء في الفريق، أنه تعرض لصيحات من المشاهدين يدعونه فيه بالكافر. كما صرح زملائه في الفريق مثل شون بولوك وجوستين كيمب وغارنيت كروجر لصيحات يدعونهم فيها بأخوة الكافر.
- لاعبو التنس

في يونيو 2009، تم تغريم لاعب التنس الأسترالي بريدان كلاين مبلغ 16,000 دولار بعد مباراة تأهيلية في إيستبورن إنترناشونال، لسلوكه غير الرياضي بعد أن وصف منافسه الجنوب أفريقي، رافين كلاسين، بـالكافر.
- فيلم الألماس الدموي

في فيلم الألماس الدموي (2006)، يشير داني آرتشر، شخصية ليوناردو دي كابريو، إلى شخصية سولومون فاندي التي يلعبها دجيمون هونسو بالكافر. الأمر الذي أدى إلى بدء معركة شرسة.

## استخدام بديل
حامض كفيري، أحد أسماء ثمار الحمضيات موطنها الأصلي البلدان الاستوائية في جنوب وجنوب شرق آسيا. أصل الاسم غير مؤكد، ولكن على الأرجح استخدمه المسلمون في الأصل كمرجع إلى الموقع الذي نما فيه النبات، والذي كان في البلدان التي يسكنها غير المسلمين (الهندوس والبوذيين). بموجب هذا التفسير، يشترك اسم النبات في الأصل مع المصطلح الجنوب أفريقي، وكلاهما مشتق في النهاية من الكافر، الكلمة العربية التي تعني «غير مؤمن». لم يكن لاسم الفاكهة على هذا النحو أي دلالات هجومية، ولكن بسبب الدلالات السلبية الحالية لكلمة كافر، توصي منظمة أكسفورد للطعام بتفضيل المصطلح البديل ماكروت حمضي عند الحديث عن هذه الفاكهة.

## وصلات خارجية
- الكفار في سريلانكا: أحفاد الأفارقة المستعبدين
- محاضر جلسات الاستماع وانتهاكات حقوق الإنسان- لجنة الحقيقة والمصالحة. تحتوي المحاضرات على عدد كبير من الإشارات إلى استخدام كلمة كافر خلال حقبة الفصل العنصري في جنوب إفريقيا.
- نشأة مصطلح «كافر» في جنوب إفريقيا.
- قاموس اللغة الإنجليزية في جنوب إفريقيا على المبادئ التاريخية. مطبعة جامعة أكسفورد، بالتعاون مع وحدة القاموس للغة الإنجليزية في جنوب إفريقيا. عام 1996.
- كافر- موسوعة بريتانيكا.
- مارك ماثابان (1998). الفتى الكافر.
- التعريف التاريخي لمصطلح كافر عام 1907.
- أول مرأة تُسجن في جنوب إفريقيا بسبب خطابها العنصري.